# Duńkowice
Duńkowice – wieś w Polsce położona w województwie podkarpackim, w powiecie jarosławskim, w gminie Radymno.
W latach 1945–1954 wieś należała i była siedzibą gminy Młyny, następnie do 1972 r. gromady Duńkowice.
W latach 1975–1998 miejscowość administracyjnie należała do województwa przemyskiego.
| SIMC    | Nazwa    | Rodzaj    |
| ------- | -------- | --------- |
| 0609416 | Babianka | część wsi |
| 0609422 | Czuby    | część wsi |
| 0609439 | Mielniki | część wsi |
| 0609445 | Nowaki   | część wsi |
| 0609451 | Płoszcze | część wsi |